# Césaire de Clermont
 (mars 2022).
Si vous disposez d'ouvrages ou d'articles de référence ou si vous connaissez des sites web de qualité traitant du thème abordé ici, merci de compléter l'article en donnant les références utiles à sa vérifiabilité et en les liant à la section « Notes et références ».
 Césaire (en latin Cœsarius[réf. souhaitée]) fut un évêque de Clermont au VIIe siècle.
Il est reconnu comme saint par l'Église catholique romaine et l'Église orthodoxe qui le fêtent le 1er novembre.

## Biographie
Il a probablement été nommé évêque de Clermont en 625 et a assisté au concile de Reims la même année. Certains auteurs placent la date de sa mort vers 627. Il a été inhumé dans l'église de Sainte-Madeleine du bois de Cros.

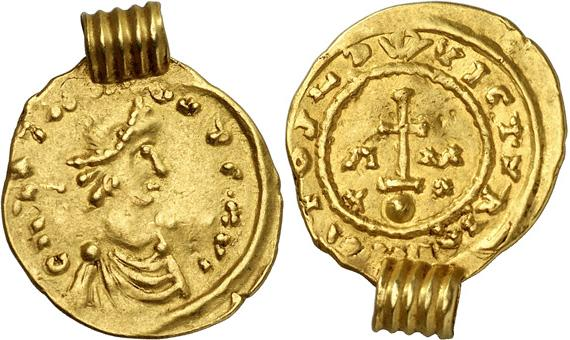
Solidus d'or monté en pendentif, monnaie du roi Clotaire II qui convoque le concile de Reims en 625.

Il est ami de saint Didier de Cahors qui lui écrit pour que Césaire lui envoie des ouvriers clermontois spécialisés dans les canalisations.